# قصر آيسبيرغ للتزلج على الجليد
قصر آيسبيرغ للتزلج على الجليد هي صالة متعددة الأستخدامات تقع في سوتشي، روسيا. أقيم عليها منافسات تزلج فني على الجليد والتزلج على مسار قصير في الألعاب الأولمبية الشتوية 2014.